# 혜성특급
혜성특급(Comet Express)은 롯데월드 매직아일랜드에 자리잡고 있는 롤러코스터로, 국내에서 제일 유명한 다크 코스터이다. 360도로 의자가 회전하면서, 주행 중 많은 것을 볼 수 있다. 승강장은 지하에 있으며, 기다리는 데 많은 것을 볼 수 있어 기다리는 데 지루하지 않다. 체인리프트나 발진방식이 아닌, 휠이나 스스로 동력을 사용해 전진한다. 롤러코스터를 타고 레일을 따라 우주 모험을 떠난 스펙터클 모험이다. 또 원심력도 견뎌야 하고 일종의 롤러코스터 종류다. 또한 매직아일랜드에 위치하여, 아트란티스나 자이로스윙을 비롯한 롯데월드 매직아일랜드에 위치한 놀이기구 가운데 많은 사람들에게 인기를 얻고 있는 놀이기구 중 하나일 터라 사람이 항상 많아, 사람이 많이 몰리지 않는 비수기인 3월이나 4월에 가면 줄을 오래 기다리지 않고 즐겁게 즐길 수 있다.
| 혜성특급 彗星特急 / Comet Express |                                    |
|                                   |                                    |
| 명칭                              | 혜성특급 (Comet Express)           |
| 기종                              | Twist & Turn                       |
| 제작사                            | (인타민 AG)                        |
| 건설비                            | 7,300,000$(한화 약 95억원)         |
| 위치                              | 롯데월드 어드벤처 매직아일랜드 B1F |
| 개장일                            | 1995년 1월 27일                    |
| 트랙 길이                         | 700m                               |
| 최대 높이                         | 10m                                |
| 넓이                              | 1,350평                            |
| 최대 속도                         | 35km/h                             |
| 운행 시간                         | 2분 15초                           |
| 탑승 인원                         | 26명                               |
| 비클 수                           | 2대                                |
| 지상 구간                         | 없음                               |
| LOTTE WORLD ADVENTURE             |                                    |

그리고 혼자서 우측으로 타면 굉장히 많이 돈다.
혜성특급 발사 짝! 빵야 빵야 빵야! 스릴감 있는 우주 여행 신나고 재미있게 다녀오세요. 앞에 있는 저희에게도 귀여운 손 인사 한 번씩 흔들어 주세요. 안녕 잘가요 어둠 속으로 뿅!
혜성특급 캐스트 멘트.
신장 120cm 이상, 65세 미만의 이용객만 탑승할 수 있고 좌석이 자유자재로 회전하기 때문에 멀미가 심한 사람은 탑승을 자제하는 것이 좋다. 최고속도는 35km/h지만 회전하는 좌석, 잦은 급커브, 다크라이드의 특성상 체감 속도는 훨씬 높은 편. 2021년은 2m 이상 탑승 제한도 추가되었다. 때문에 일부 농구, 배구 선수들은 탑승이 불가능하다.
운행한 열차가 단 1대 뿐인데다가 탑승장도 지하에 있어서 에스컬레이터를 타고 내려가야 한지라 환타지 드림과 마찬가지로 회전율이 별로 좋지 않다
아트란티스, 후렌치 레볼루션과 더불어 어마어마한 대기시간을 자랑한다. 자이로드롭, 자이로스윙보다 무섭지 않으면서 재미와 스릴은 상당해 남녀노소를 불문하고 인기가 많아 스릴을 즐기는 학생층과 젊은 손님들은 물론이고 가족 단위 손님들까지도 몰리기 때문. 그래서 1시간 대기는 기본이고, 사람이 많으면 대기시간이 3~4시간까지 달하기도 한다. 그나마 대기열 일부가 지하에 있어 체감 대기시간은 짧은 것이 위안이라면 위안이다.
기본적으로 한 좌석에 두 명이 타게 되어 있는데, 좌석의 회전 속도는 같이 탄 사람의 몸무게 차이에 좌우되기 때문에 혼자 탄다면 평소보다 더한 스릴을 느낄 수 있다. 만약 체중이 꽤 나가는 사람이 혼자 탔을 경우, 커브 구간에서는 정말 정신없이 빙글빙글 돈다. 반면에 체중이 비슷한 사람끼리 같이 탔을 경우 회전 속도는 절반 이하로 뚝 떨어지며, 앞이나 뒤 차량의 탑승자들도 같은 상황일 경우 직선 구간에서는 네 사람이 잠시 동안 마주보고 있는 경우도 발생한다.
가끔 자신이 탄 좌석의 회전축이 고장나 한 방향으로 고정되어 전 구간을 통과한 경우도 종종 발생한다. 가장 큰 문제는 내가 탄 좌석의 앞 또는 뒤도 회전축이 고정되어 움직이지 않을 때. 탑승 시간 내내 서로 뻘쭘하게 마주보고 타야하는 경우가 발생할 수도 있다(!)
급경사 트랙이나 360도 회전 같은 특수트랙은 없지만 깜깜하고 좁은 지하 공간을 잘 테밍된 우주로 십분 활용하고, 구간구간의 급격한 속도 변화, 얼기설기 얽힌 트랙과 터널을 아슬아슬하게 가로지르는 스릴을 느낄 수 있다. 구간마다 90도에 가까운 급커브가 존재하는데 이때 온몸이 강하게 쏠린다. 비클에 머리를 부딪힐 정도로 격하게 움직인다. 특히 급가속으로 통과해 금성 주위를 크게 돌다가 정거장으로 진입하는 후반부 구간은 이 시설의 하이라이트인데, 이 구간이 열차가 가장 빠른 속도로 달리는 구간이며 레일은 왼쪽으로 살짝 꺾여있어 비클이 기울어진 상태로 둥글게 돌면서 내려오기 때문에 원심력으로 인해 좌석 밖으로 튕겨져 나갈 것 같은 느낌으로 공포감을 선사한다.
아트란티스, 후렌치 레볼루션과 어깨를 나란히 하는 롯데월드 어드벤처의 최고 인기 어트랙션이지만 매직패스 예약이 저 둘에 비해 상대적으로 여유로운 편이다. 의외로 혜성특급의 매직패스를 예약하는 사람은 많이 없기 때문. 다만 매직패스를 사용하여도 실내 대기줄에서 20분 가량을 기다려야 하며, 매직패스 프리미엄 또한 마찬가지다. 결국 2022년 9월에 무료 매직패스가 없어지면서 이제는 빨리 타려면 시간을 돈으로 사야 한다. 특히 혹서기와 혹한기엔 사람이 많을 경우 지상 실외 대기줄에서 몇 시간씩 폭염, 한파와 맞닥뜨려야 하기에 실외 대기줄을 패스할 수 있는 매직패스 사용이 오히려 적절한 선택이 될 수도 있다.
우천&혹한시의 매직아일랜드는 환타지 드림과 혜성특급만 운행한다. 만일 둘 중 하나라도 운휴하는 날에 비나 눈이 내린다면 곧바로 운행을 재개한다. 갑작스럽게 우천&혹한대기가 걸릴시 자이로 3총사나 아트란티스 등 스릴 어트랙션을 즐기려 했던 모든 줄은 혜성특급과 후렌치 레볼루션으로 몰려 괴랄한 대기시간이 발생할 수 있다.
- 실내 대기줄로 들어가면 여러 기계음과 몽환적인 소리가 반복 재생되는데, 여러 경험담을 보면 "실내 대기줄에서 20분가량 기다리면서 듣다보니 금방이라도 정신이 나갈것같다." 라는 평이 보인다.
  - 일반적인 롤러코스터와 달리, 중간자리에서 가장 큰 스릴을 느낄 수 있다.
  - 혼자 탑승한다면 우측 좌석에 앉는 것이 좋다. 좌측에 앉게 되면 한 쪽 방향으로만 사정없이 좌석이 회전하기 때문에 심한 어지러움과 메스꺼움을 유발할 수 있기 때문. 하지만 우측에 앉으면 좌측에 앉았을 때와 달리 적절한 스핀과 튕겨나가는 듯한 느낌을 제대로 받을 수 있다. 두 사람이 탑승한다면 좀 더 무게가 나가는 사람이 우측에 앉는 것도 팁.
  - 다크라이드라는 특성상 다른 어트랙션보다 테밍에 신경쓰지 않을 수 없었겠지만, 그만큼 테밍이 얼마나 중요한 요소인지 알 수 있는 롤러코스터이다. 롤러코스터 탑승 시 이용객은 평소보다 긴장하거나 여기저기로 주의가 분산되는데 이를 이용해 테밍만 잘해도 더 큰 스릴을 선사할 수 있다. 그러나 대한민국에도 롤러코스터는 여기저기 있지만 제대로 된 재미를 느낄 수 있는 롤러코스터는 얼마되지 않는 게 현실이다. 단순히 롤러코스터의 속도가 빠르거나 특수트랙이 존재한다고 해서 모든 사람이 스릴을 느끼는 것은 아니기 때문.
  - 2018년 4월 23일부터 7월 20일까지 리뉴얼 공사를 진행했다. 비클 도색을 새로 하고 큐라인의 그림 대부분은 영상으로 바뀌였으며 라이드의 전체적인 분위기가 많이 밝아졌다. 열차의 진동이 확연히 감소해 승차감도 개선됐으며 LED가 아닌 일반 전구를 많이 배치하여서 호평이 많다. 특히 마지막 구간의 서울특별시 야경과 롯데월드타워의 그림은 꽤 괜찮게 꾸민 편. 하지만 사라진 사운드나 효과도 있다. 대표적인 것이 열차가 괴물 입 속을 들어갈 때 들리는 침 넘어간 소리.
  - 아트란티스 다음으로 매직아일랜드에서 가장 잘 나가는 스테디셀러 기종이다. 자이로 삼형제 중 제일 인기 있는 자이로스윙도 혜성특급 앞에선 한 수 접을 정도. 자이로드롭이나 자이로스윙보다 탑승에 대한 공포는 적으면서 적절한 스릴과 재미를 선사하기 때문에 상대적으로 이용객이 많다. 다만 매우 덥거나 매우 추운 날씨일 때, 비가 오는 날에는 대기시간이 다른 인기 놀이기구에 비해 많이 짧아진다. (이는 매직아일랜드에 있는 모든 기구들의 공통 사항이다.) 혜성특급을 좋아한다면 이 때를 노리자. 사실, 혜성특급은 아트란티스나 후렌치 레볼루션과 달리 극성수기를 제외하면 대기시간이 60분을 넘기는 일은 잘 없다.
  - 2019년 개화기 시즌은 ‘별밤급행열차’라는 별칭도 달고 운행했다.
  - 참고로 소지품을 보관할 수 있는 곳이 없어 가지고 타야 하니, 주의하자.
  - 코로나19 초창기에는 한 칸씩 띄워서 탑승했으나 언제부터인가 거리두기를 안 하고 있다.
  - 또한 이야기는 "언덕에서 뒤에서 굴러온 혜성을 피해 달리고 있는데 올라탔다가 떨어져서 잡았는데 우주로 가는 혜성이였다 하지만 갑자기 우주 괴물의 입속에 들어가 뼈를 만져 나간 방식으로 그리고 토성 지구 로봇 같은 구조물을 보는 형식의 롤러코스터다.